# Wiipurilainen Osakunta
Wiipurilainen Osakunta (förkortat WiO, svenska: "Viborgska nationen") är en finskspråkig studentnation vid Helsingfors universitet grundad 1653. Nationen är den äldsta av de idag finskspråkiga. Nationen var fram till 1924 tvåspråkig då nationens svenskspråkiga minoritet avträdde och grundade Östra Finlands Nation.

## Vännationer
Nationen har utbyte med ett flertal vännationer och andra studentföreningar både i Finland men även i Sverige och Estland.
- Kymenlaakson Osakunta, Helsingfors
- Östra Finlands nation, Helsingfors
- Savo-Karjalainen osakunta, Åbo
- Västmanlands-Dala nation, Uppsala
- Sydskånska nationen, Lund
- Korporatsioon Amicitia, Tartu
- Korporatsioon Revelia, Tartu

## Inspektorer
- Martin Stodius 1653-?
- Jakob Flachsenius 1681-1684
- Daniel Achrelius 1684-1689
- Pehr Elfving 1720-1725
- Samuel Schulteen 1725-1746
- Henrik Hassel 1746-1775
- Anders Johan Lexell 1776-1779
- Matthias Calonius 1779-1814
- Erik Gabriel Melartin 1815-1825
- Nils Abraham af Ursin 1825-1832
- Johan Matthias Sundwall 1833-1835
- Gabriel Rein 1835-1852
- Wilhelm Lagus 1868-1881
- Karl August Engelbrekt Ahlqvist 1881-1882
- Otto Donner 1882-1892
- Oskar Emil Tudeer 1892-1907
- Kustavi Grotenfelt 1907-1926
- Ernst Fredrik Nevanlinna 1926-1929
- Viljo Johannes Mansikka 1929-1936
- Rolf Nevanlinna 1936-1941
- Lauri Saxén 1975-??
- Vesa Majamaa 1994-2010
- Jukka Kola 2010-2014
- Markku Löytönen 2014-